# 슬로바키아 민족 봉기

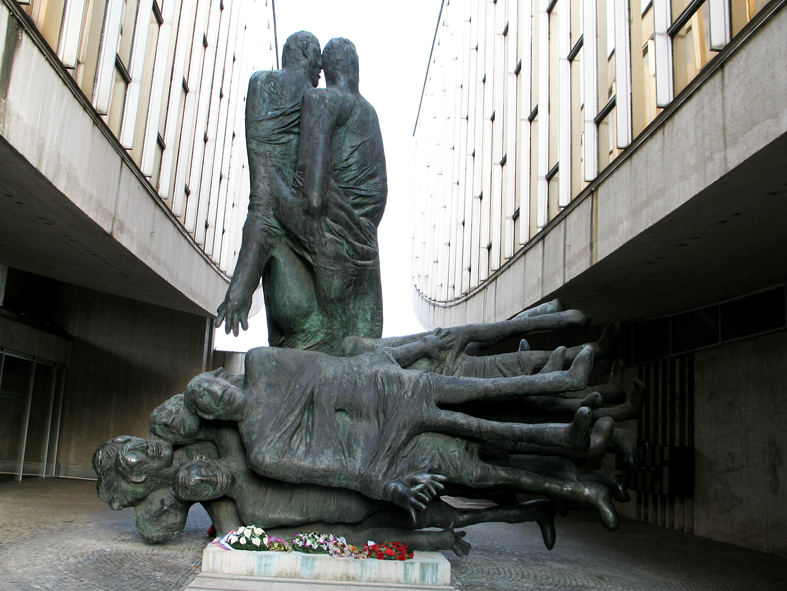
반스카비스트리차의 민족 봉기 기념물

슬로바키아 민족 봉기(슬로바키아어: Slovenské národné povstanie, SNP)는 제2차 세계 대전 중 슬로바키아의 저항 세력이 조직한 봉기로, 1944년 8월 29일 시작된 독일 국방군의 슬로바키아 침공과 요제프 티소가 이끄는 슬로바키아 인민당(루다크) 부역 정권에 대항한 봉기였다. 바르샤바 봉기와 더불어 유럽에서 나치즘과 그 동맹 세력에 맞선 가장 큰 규모의 봉기였다.
슬로바키아군의 일부가 했던 봉기의 주요 지역은 슬로바키아 중부였으며, 그 중심지는 반스카비스트리차다. 슬로바키아 반란군(공식적으로는 슬로바키아의 제1체코슬로바키아군)은 야당인 슬로바키아 국민위원회의 군사 본부의 전반적인 지휘를 받았다. 이것은 민주당과 공산당의 연합을 대표했으며 런던의 체코슬로바키아 망명정부와 연계되었다. 봉기는 소련과 슬로바키아 게릴라 부대의 추가 지원을 받았다. 봉기가 시작될 때 반란군은 당시 슬로바키아 영토의 절반 이상을 장악했지만 독일의 진격으로 인해 빠르게 영토를 잃었다. 60일간의 전투 끝에 반란은 1944년 10월 28일에 끝났다. 반스카비스트리차가 함락되면서 반란군의 군 지도부는 독일 국방군에 대한 싸움을 포기했다. 항복하지 않은 반군은 순수한 당파 전투로 전향했고, 1945년 4월 붉은 군대가 슬로바키아를 나치의 지배로부터 해방할 때까지 이러한 전투는 계속되었다.
봉기의 결과로, 양측은 수많은 전쟁 범죄를 저질렀다. 반군이 장악한 지역에서 최대 1,500명이 살해당했다(대부분 독일계 소수 민족). 독일 점령 정권은 최대 5,000명(그중 약 2,000명은 유대인)의 목숨을 앗아갔는데, 특히 민간인을 대상으로 한 "징벌 조치"로 봉기를 진압한 후 더욱 심각했다. 독일 지도부는 또한 봉기를 슬로바키아 내 유대인 말살 기회로 삼았고, 그 결과 전쟁이 끝날 때까지 슬로바키아 영토에서 14,000명이 넘는 유대인이 추방되거나 살해되었다. 총 약 30,000명의 슬로바키아 시민이 독일 감옥, 노동 수용소, 억류 수용소, 강제 수용소로 추방되었다.
1948년 체코슬로바키아가 공산주의 정권으로 집권한 후, 슬로바키아 민족 봉기는 강하게 재해석을 겪었다. 그 결과, 공식 체코슬로바키아 역사학에서는 봉기에서 공산주의자와 빨치산의 비중을 과장했다. 1948년 이후 공산주의 지도부에 의해 탄압받았던 시민 저항과 반란군의 중요성은 간과되었다. 1989년 공산주의가 붕괴되면서 슬로바키아에서는 재평가 과정이 시작되었고, 이를 통해 시민 저항과 반란군의 역할이 강조되었다. 오늘날 슬로바키아에서는 민족 봉기 시작일인 8월 29일이 공휴일로 지정되어 있다.